# Большой Конюшенный мост
Большой Коню́шенный мост — автодорожный чугунный арочный мост через реку Мойку в Центральном районе Санкт-Петербурга, соединяет между собой Казанский и 1-й Адмиралтейский острова. Это яркий образец художественного стиля ампир. Объект культурного наследия России федерального значения.

## Расположение
Соединяет между собой Конюшенный и Мошков переулки. Рядом с мостом расположены здание Главных императорских конюшен, музей-квартира А. С. Пушкина.
Выше по течению находится Мало-Конюшенный мост, ниже — Певческий мост.
Ближайшая станция метрополитена (900 м) — «Гостиный двор», выход на Канал Грибоедова.

## Название

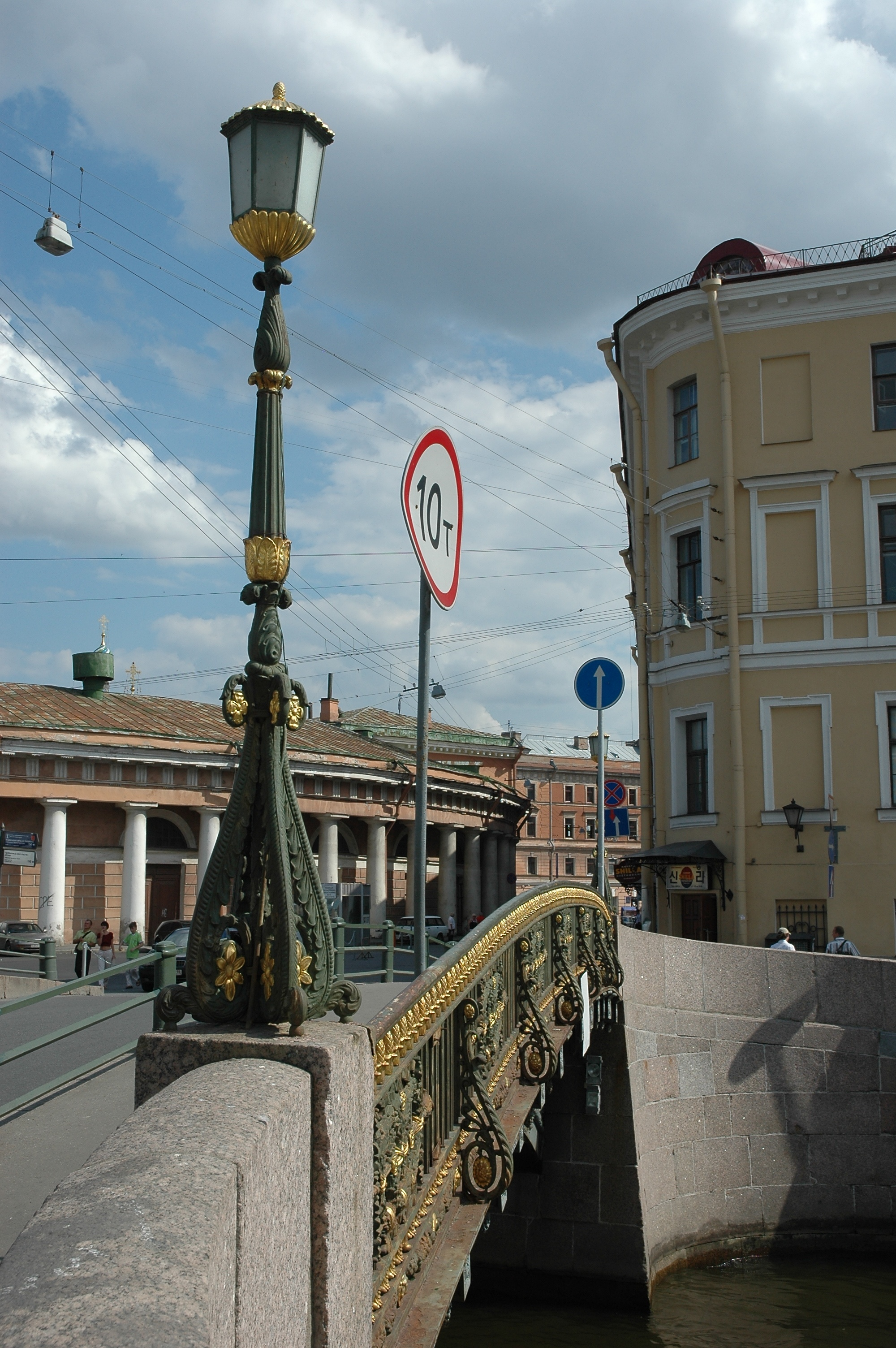
Фонарь моста на фоне ансамбля Конюшенной площади

Первоначально, в начале XVIII века, мост назывался Греческим, по наименованию небольшой Греческой слободы, располагавшейся на северном берегу Мойки в первые годы после основания Петербурга, и населённой греками, работавшими в качестве мастеровых Адмиралтейской верфи.
В 1738 года Комиссия о Санкт-Петербургском строении установила для моста наименование Конюшенный. Название моста произошло от здания Главных императорских конюшен, расположенных на левом берегу реки Мойки, дом № 4. От этого здания также произошли названия Большой и Малой Конюшенных улиц, Конюшенной площади и Конюшенного переулка. Существующее название известно с 1821 года.

## История
В начале XVIII века на этом месте существовал деревянный мост, который в 1753 году по проекту Х. ван Болеса перестроен в трёхпролётный арочный мост. Мост был обшит досками, раскрашенными под камень. Центральная арка была шире и выше боковых – для пропуска больших судов. Проезжую часть, выгнутую плавной дугой, ограждали ряды фигурных балясин. В 1820—1821 годах мост был перестроен по проекту архитектора Викентия Беретти.
В 1828 году деревянный мост заменён чугунным однопролётным арочным, построенным по проекту инженеров Е. А. Адама и В. Треттера на основе «образцового» проекта В. Гесте. Строительство моста под наблюдением Адама началось 1 апреля 1828 года. Одним из его помощников состоял инженер В. А. Христианович. Надзор за работами осуществлял член совета путей сообщения инженер-генерал-майор Потье. Металлические конструкции были изготовлены на Олонецком казённом чугунолитейном заводе и первоначально предназначались для Мало-Конюшенного моста, но в связи с принятием нового проекта не были использованы. Устои были сделаны из старых камней набережных и камней, оставшихся от сооружения устоев Суворовского моста. Мост был открыт 6 декабря 1828 года.
По своей конструкции мост не отличался от ранее построенных чугунных арочных мостов (Полицейского, Красного, Синего и т. п.): пролётное строение состояло из пустотелых чугунных ящиков-кессонов клинообразной формы (тюбингов), соединённых между собой болтами. Для уменьшения массы тюбингов в их боковых стенках сделаны отверстия эллиптической формы. Такое нововведение ранее опробовал П. П. Базена при постройке в 1824–1826 годах Первого Инженерного моста. Поверх чугунной арки был устроен кирпичный свод. Устои были сделаны из бутовой кладки на свайном основании.
Архитектурное оформление Большого Конюшенного моста отличается от его чугунных предшественников большей насыщенностью и разнообразием. В задании на его проект было указание, чтобы он соединял «всю возможную прочность и всю возможную красивость… ». Мост изначально рассматривался как произведение зодчества, как звено парадного архитектурного ансамбля центра столицы. Мост богато декорирован рельефными накладными деталями; при въездах установлены торшеры с фонарями.
Инженер Адам отмечал: «Что касается до внешних узоров — карнизов, фризов, кронштейнов, решеток и пр., то справедливость требует, чтобы я засвидетельствовал… отличное искусство, с которым оные отлиты в казённом литейном заводе… »
В 1935 году по причине деформации в опорах и пролётном строении Ленмосттрестом был проведён ремонт моста по проекту инженеров М. И. Жданова и А. Д. Саперштейн (консультантом выступил профессор Г. П. Передерий). Надсводное кирпичное заполнение было заменено на железобетонный разгружающий свод, ликвидированы ограждения между тротуарами и проезжей частью. В 1949 и 1951 годах под руководством архитектора А. Л. Ротача выполнена реставрация торшеров с фонарями и решёток.
В 1999 году по проекту инженера Б. Н. Брудно и архитектора В. Н. Вороновой ЗАО РПНЦ «Специалист» выполнен ремонт моста: заменена гидроизоляция, реставрированы решетки перильного ограждения, фасады и торшеры.
По результатам обследования, выполненного в 2014 году, техническое состояние моста было признано неудовлетворительным. Обнаружена коррозия чугунных тюбингов пролётных строений, снижение грузоподъемности моста, неудовлетворительное состояние мостового полотна. В сентябре 2020 года Петербургский филиал Главгосэкспертизы выдал положительное заключение на сметную стоимость капитального ремонта Большого Конюшенного моста.

## Конструкция

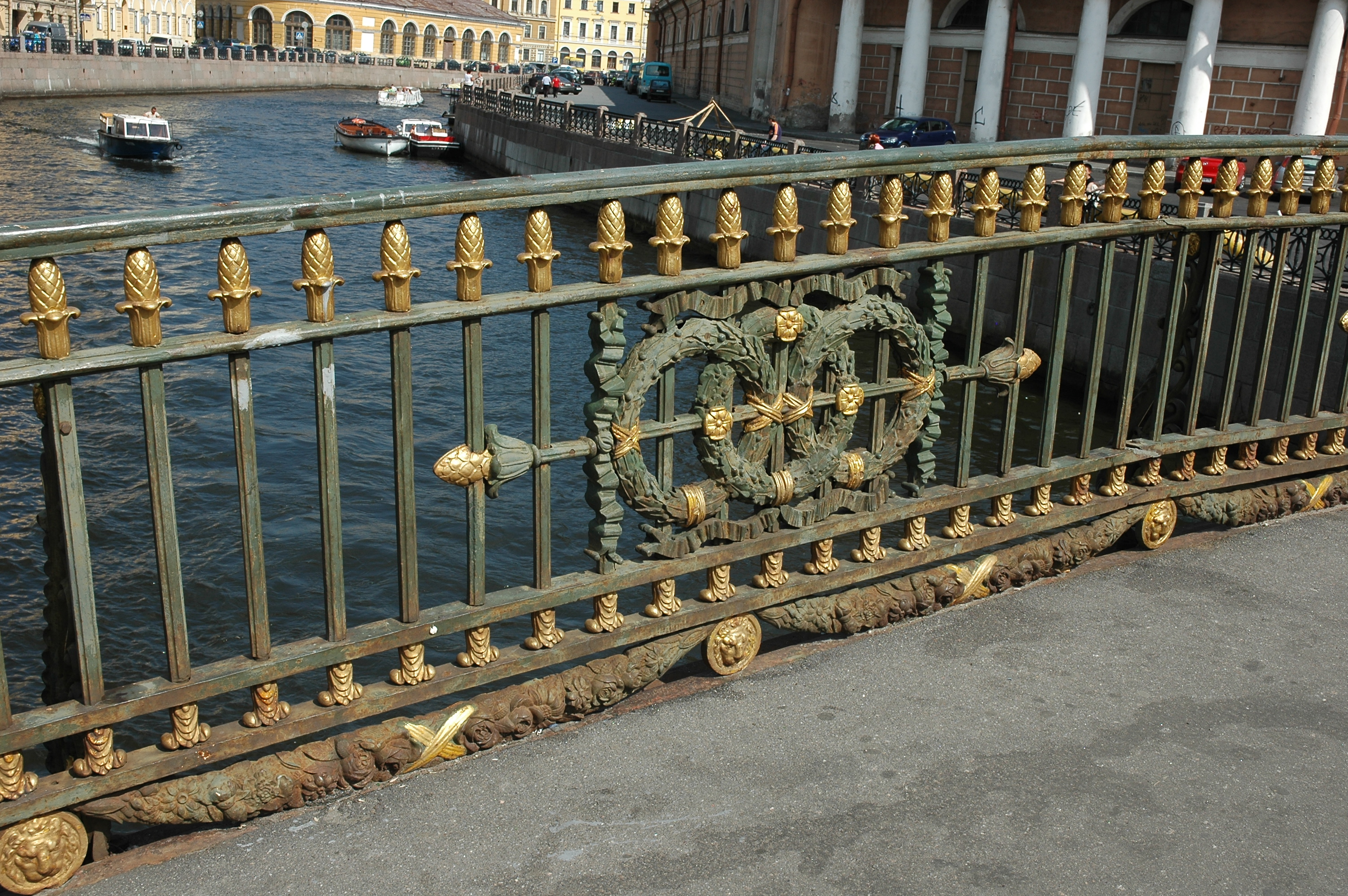
Решётка моста

Мост однопролётный чугунный арочный. По статической схеме представляет собой бесшарнирный свод. Пролётное строение представляет собой свод из чугунных тюбингов, соединённых болтами между собой. В поперечном сечении располагается шесть арок с расстоянием между осями 1580 мм. В каждой арке по длине имеется семь тюбингов. Поверх чугунного свода устроен железобетонный разгружающий свод, который воспринимает всю нагрузку. Устои массивные, бутовой кладки на свайном ростверке, выдвинуты из линии набережной в русло реки. Наружная поверхность устоев облицована розовым гранитом. Фасады пролётного строения моста декорированы чугунными листами, украшенными художественным орнаментом. Мост косой в плане. Общая длина моста составляет 17,6 м (28,8 м), ширина моста — 11,6 м.
Мост предназначен для движения автотранспорта и пешеходов. Покрытие проезжей части — асфальтобетон, тротуаров — асфальтобетон и гранитные плиты (на открылках). Перильное ограждение чугунное художественного литья, завершается на устоях гранитным парапетом. Решётка моста исполнена в виде часто расставленных дротиков с накладной арматурой из переплетённых венков, пронизанных копьевидными шестами с наконечниками, и поддерживающих перила фигурных кронштейнов. Детали ограждения, торшеров и фонарей покрыты позолотой. Тротуары отделены от проезжей части гранитным бортовым камнем и чугунными столбиками, соединёнными между собой стальными брусками-пожилинами. При въездах на мост установлены чугунные торшеры с фонарями.